# Eksperyment Sherifa
Eksperyment Sherifa – eksperyment psychologiczny przeprowadzony przez Muzafera Sherifa, tureckiego psychologa społecznego. Eksperyment badał wpływ norm grupowych na działanie członków grupy oraz konformizm informacyjny. Wykorzystano w nim efekt autokinetyczny.

## Przebieg eksperymentu
Osoba badana była umieszczona w bardzo ciemnym pomieszczeniu, w którym na ścianie wyświetlano pojedynczy, nieruchomy punkt światła. W takich warunkach człowiek ma złudzenie, że punkt ten jest w ruchu (więcej zobacz: efekt autokinetyczny). Sherif prosił badanych o oszacowanie odległości, o jaką przesuwa się ów punkt. Osoby badane nie wiedziały, że w rzeczywistości punkt ten jest nieruchomy. Indywidualne szacunki mieściły się w granicach od 2,5 cm (1 cal) do 25 cm (10 cali). Rozpiętość indywidualnych oszacowań była duża.
Właściwy eksperyment polegał na łączeniu badanych w trzyosobowe grupy, w których obserwowali punkt światła. Następnie proszono ich o oszacowanie odległości, o jaką przesuwał się punkt. Okazało się, że gdy ludzie byli w grupie, oszacowania były uśrednione i przyjęte przez wszystkich członków grupy jako własne. Nie pojawiały się różnice między badanymi w ocenianiu przesunięcia punktu.

## Interpretacja
To zjawisko nazywane jest konformizmem informacyjnym – badani dostosowywali swoje oszacowania do normy wypracowanej przez grupę, rezygnując z indywidualnych ocen, milcząco zakładając, że zdanie wypracowane przez grupę jest bardziej adekwatne niż ich indywidualne oceny. W sytuacji niepewności i braku obiektywnych danych źródłem informacji o rzeczywistości staje się zachowanie innych ludzi.

## Dodatkowe wyniki
W badaniu uzyskano dodatkowe wyniki.
- Gdy z grupy usuwano jedną osobę, następnie wprowadzono nową, okazywało się, że podporządkowywała się ona wcześniej wypracowanej normie. Po kilku takich zmianach grupa składała się już z nowych osób, mimo to obowiązywała nadal ta sama, "stara" norma. Interpretuje się to zjawisko jako ilustrację przekazywania norm grupowych z pokolenia na pokolenie.
- Osoby, które należały do grup, były następnie badane indywidualnie po upływie dłuższego czasu od zakończenia pierwszego eksperymentu. Okazało się, że nadal "wyznają" normę grupową – twierdzą, że punkt światła przesuwa się o tę samą odległość, co twierdziła grupa. Ten wynik interpretuje się jako objaw zaakceptowania normy grupowej i włączenie jej do własnego systemu norm (zobacz też: identyfikacja (psychologia), introjekcja, internalizacja, naśladowanie).

## Wpływ eksperymentu
Zjawisko dopasowywania indywidualnych przekonań do przekonań i norm obowiązujących w grupie jest objawem konformizmu. Badani dopasowywali się do zdania wypracowanego przez grupę, bowiem byli w warunkach dużej niepewności. Solomon Asch twierdził, że w sytuacji pewności, czyli wtedy, gdy badani byliby pewni swoich spostrzeżeń, takie zjawisko nie zachodzi. W związku z tym skonstruował jeden z bardzo słynnych eksperymentów psychologicznych, który dał nieoczekiwane wyniki – zobacz eksperyment Ascha.